# Porfirit
Porfirit ili porfir (prema grč. πορφύρα: grimiz) vrsta je kamena koji se od davnina koristio za izradu sarkofaga, skulptura i mnogih drugih predmeta te kao arhitektonski kamen. Riječ je o srednjozrnatoj magmatskoj stijeni građenoj od kiselih plagioklasa, amfibola, biotita ili piroksena. Najraširenija vrsta porfirita bio je crveni porfir, odnosno andezit porfirske strukture koji karakterizira ljubičasta boja stijene. 
U rimsko doba crveni je porfir imao veliku simboličku važnost kao kamen koji se smatrao ekvivalentnim samo caru, njegovoj obitelji i bogovima. Vjeruje se da je porfir prvi put donesen u Rim u 1. stoljeću pr. Kr. i korišten je dosljedno, ali štedljivo tijekom Republike i ranih godina Rimskog Carstva.
Plinije Stariji spominje da se otkriće kamena dogodilo 18. godine zahvaljujući rimskom legionaru Caiusu Cominiusu Leugasu. Prema istraživačima, do otkrića je došlo ranije, a sama upotreba porfira značajno se povećala nakon osvajanja Egipta. Rimljani su počeli vaditi porfir iz egipatskih kamenoloma za vrijeme vladavine cara Klaudija. 
Od Trajanove vladavine do Dioklecijanove vladavine bilježi se stalan porast vađenja porfira. Porfir je korišten isključivo za ukrašavanje javnih zgrada i carskih palača. Vjeruje se da su najvažniji dijelovi carskih palača Dioklecijana i  Konstantina bili prekriveni porfirom, a porfirom su bili označeni krugovi u dvoranama za prijeme – mjesta gdje su veleposlanici klečali pred carem. 
Porfir kao simbolički kamen korišten je i u carskim sarkofazima: Svete Helene i njenog sina, cara Konstantina I. Velikog. Carevi Hadrijan i Dioklecijan su također dali svoje ogromne sarkofage napraviti od porfira. 
Neronov pepeo čuvao se u urni, a Septimije Sever, želeći biti siguran u carski pokop u slučaju da pogine u bitci, odnio je svoju urnu od porfira u Britaniju.

## Galerija
- Skulptura četvorice tetrarha sa trga Philadelphion u Carigradu, od 1204.g. u Trezoru Crkve Sv. Marka, Venecija
- Sarkofag sv. Helene